# 463 (tal)
463 är det naturliga talet som följer 462 och som följs av 464.

## Inom vetenskapen
- 463 Lola, en asteroid.

## Inom matematiken
- 463 är ett udda tal.
- 463 är ett primtal.[1]
- 463 är ett lyckotal.
- 463 är ett centrerat heptagontal